# Tourský groš

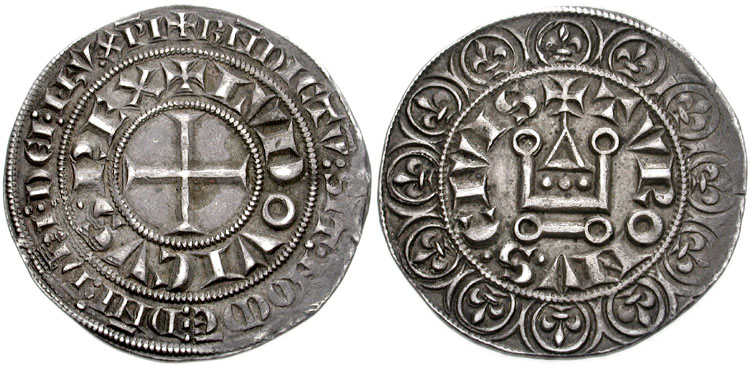
Tourský groš

Tourský groš (z lat. denarius grossus tournensis, tlustý tourský denár) byla měna, kterou zavedl roku 1266 ve Francii král Ludvík IX. (Svatý) a stříbrná mince, kterou dal razit v městě Tours. Tento typ "tlusté" mince, která na rozdíl od předchozích "tenkých" brakteátů měla na líci a na rubu odlišnou ražbu, se stal vzorem pro většinu evropských mincí své doby. Pražský groš zavedl král Václav II. roku 1300, míšeňský groš se začal razit roku 1338.